# ماریو رودریگز (بازیکن فوتبال، زاده ۱۹۹۷)
ماریو رودریگز (انگلیسی: Mario Rodríguez؛ زادهٔ ۳ مارس ۱۹۹۷) بازیکن فوتبال است.
وی همچنین در تیم ملی فوتبال زیر ۱۶ سال اسپانیا بازی کرده‌است.